# Meryam Joobeur
Meryam Joobeur és una directora canadenca-tunisiana que viu a Montreal.

## Biografia
Criada a Tunísia i als Estats Units, Meryam Joobeur viu actualment a Montreal, Quebec. Es va graduar a l'Escola de cinema Mel-Hoppenheim.
És coneguda pel seu curtmetratge de 2018 Brotherhood, que va guanyar diversos premis de festivals de cinema, inclòs el premi del Festival Internacional de Cinema de Toronto al millor curtmetratge canadenc el 2018]; va ser nominada a l'Oscar al millor curtmetratge el 2020.
Va treballar en un primer llargmetratge basat en els temes de Brotherhood, que s'havia d'anomenar Motherhood.Un projecte pel qual va rebre una subvenció del Sundance Institute.
El seu primer llargmetratge de ficció Mé el Aïn formà part de la competició oficial al 74è Festival Internacional de Cinema de Berlín.

## Filmografia
- 2012 : Gods, Weeds and Revolutions (curtmetratge)
- 2017 : Born in the Maelstrom (curtmetratge)
- 2018 : Brotherhood (curtmetratge)
- 2024 : Mé el Aïn (llargmetratge)